# Воклен-компаунд

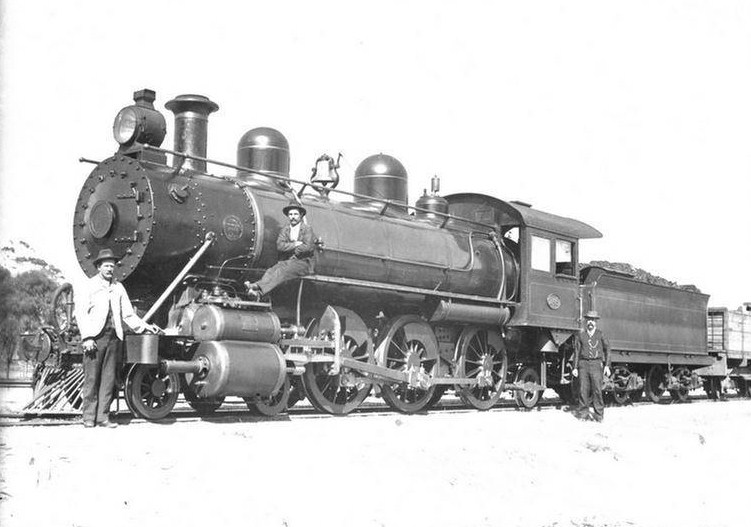
Ec249 дороги Eastern Goldfields Railway. Машина системы Воклена опознаётся по трём цилиндрам.

Воклен-компаунд (англ. Vauclain compound) или паровая машина системы Воклена — тип локомотивного парового двигателя двойного расширения, созданного в 1889 году (патент US406011A от 25.06.1889) американским инженером Сэмюэлом Вокленом (управляющий и будущий президент компании Baldwin Locomotive Works) и получившего некоторое распространение в 1890—1900 годы. Особенностью данного двигателя являлось то, что цилиндры располагаются друг над другом, передавая момент на общий ползун и управляемые общим парораспределительным механизмом с использованием одного цилиндрического золотника сложной конструкции.

## Принцип действия

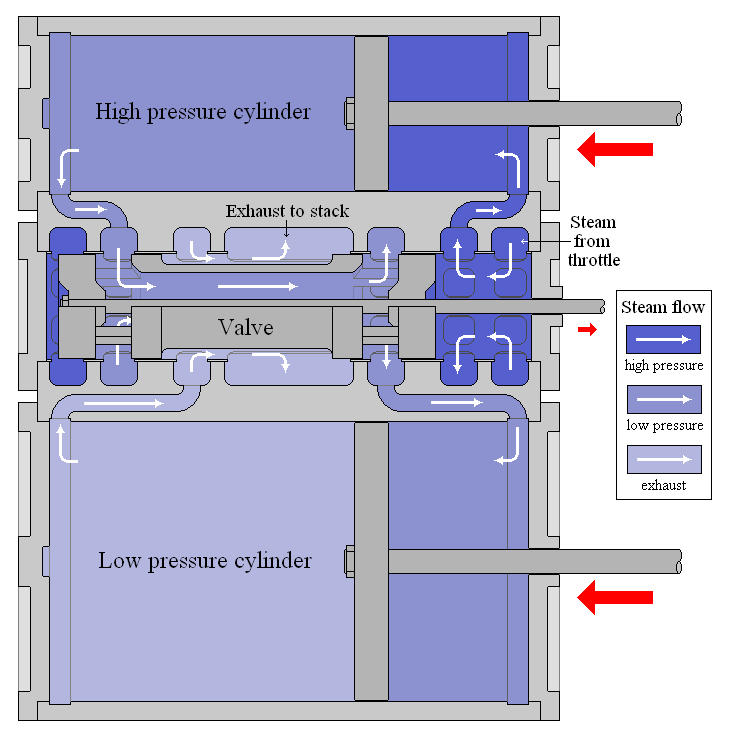
Схема работы машины системы Воклена.
Вверху — цилиндр высокого давления, внизу — цилиндр низкого давления, в центре — золотниковый клапан

Компаунд-паровозы получили большое распространение во второй половине 19-го века, так как применение машин двойного расширения позволяло повысить экономичность, а значит снизить расходы на топливо и воду. Наиболее популярной была машина типа кросс-компаунд с перекрёстным расположением цилиндров, то есть когда цилиндры высокого и низкого давления располагались на разных сторонах. В этом случае при трогании с места пар из котла поступал только в цилиндр на одной стороне, что приводило к сложностям в управлении. Также на правой и левой сторонах могли возникать разные силы, что увеличивало износ конструкции. Это повышало стоимость ремонта и снижало экономию от эксплуатации.
Ключевым моментом машины Воклена является её парораспределение, в котором участвует не только центральная часть золотника, но и по концам добавлены специальные каналы, соединяющие выходное отверстие цилиндра высокого давления с входным отверстием цилиндра низкого давления. Когда пар высокого давления поступает на одну сторону цилиндра высокого давления, пар низкого давления, выходящий с другой стороны, проходит через парораспределительный клапан на противоположную сторону машины и в цилиндр низкого давления; выхлопной пар с противоположной стороны цилиндра низкого давления в свою очередь через центральную часть клапана выбрасывается в трубу. Оба цилиндра располагаются друг над другом, а штоки их поршней параллельны и соединены с общим ползуном, за счёт чего двигаются одновременно. Как правило, цилиндр высокого давления располагается над цилиндром низкого давления, однако иногда из-за условий вписывания в габарит мог быть и внизу. В первом случае цилиндр с золотником расположен за цилиндром высокого давления; во-втором — также за силовыми цилиндрами, но уже ближе к середине высоты. Парораспределительный механизм был преимущественно системы Стефенсона, как один из наиболее распространённых в те годы.
На каждой стороне паровоза имелся свой отдельный двигатель, как на обычных паровозах. Это позволило устранить связи между сторонами, характерные для перекрёстного расположения цилиндров высокого и низкого давления. Также была устранена необходимость при трогании с места подавать кратковременно пар высокого давления в цилиндр низкого давления, благодаря чему отпала необходимость в пароприёмной камере. Сама машина Воклена оказалась достаточно компактной и лишь не намного больше обычной; на первый взгляд её и не сразу можно опознать, лишь при взгляде спереди бросается в глаза третий цилиндр.
Применение четырёхцилиндровой машины Воклен-компаунд вместо простой двухцилиндровой было нацелено не на повышение силы тяги, которая ограничена, прежде всего, сцепным весом, а на снижение необходимого объёма пара, а, следовательно, и воды с топливом, при сохранении мощности. Согласно расчётам Воклена, цилиндр низкого давления должен быть диаметром примерно на 70 % больше цилиндра высокого давления, при этом экономичность будет в два раза выше, по сравнению с простой паровой машиной. Практические испытания 1900 года показали, что экономия топлива составляет от 15 до 45 %, в зависимости от условий эксплуатации, при этом, для симметричного распределения сил между цилиндрами, диаметр цилиндра низкого давления должен быть на 66 % больше диаметра цилиндра высокого давления, что примерно на 20 % больше диаметра цилиндра простой машины той же мощности; по этой причине на локомотивах с небольшим диаметром движущих колёс по условиям вписывания в нижний габарит подвижного состава цилиндры низкого давления приходится располагать вверху.

## Применение

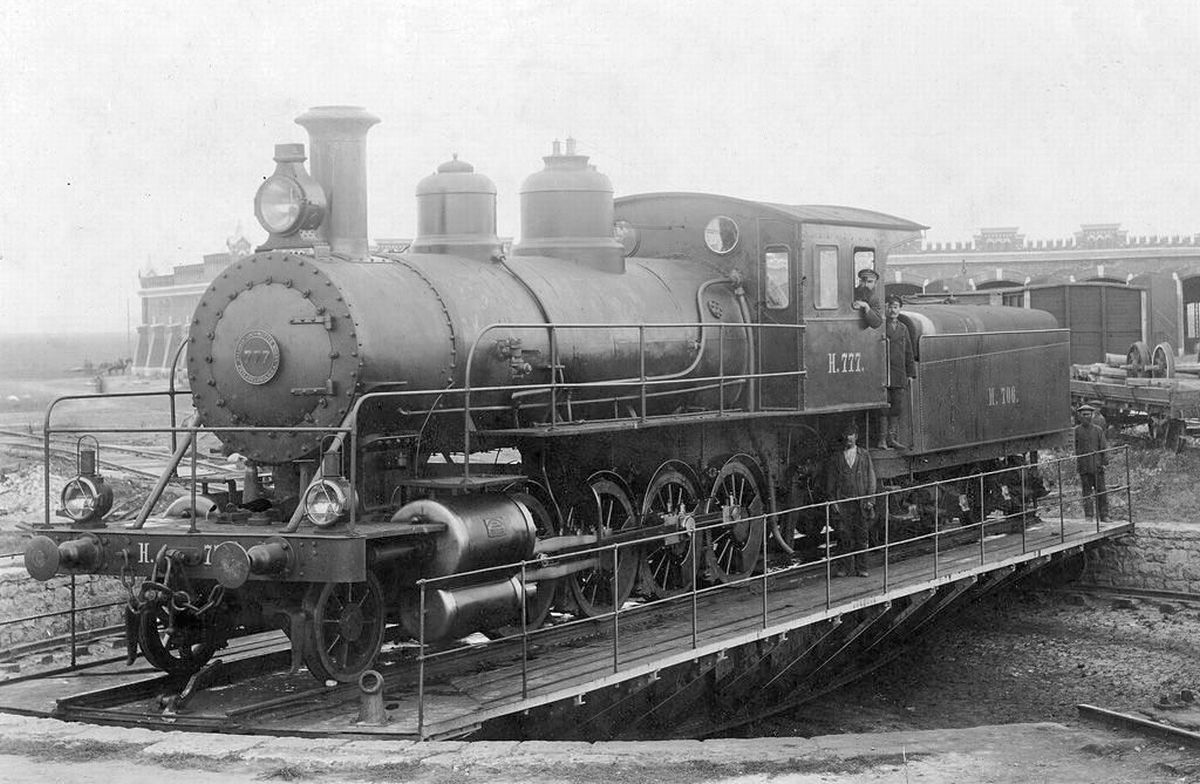
Российский паровоз Н.777 с паровой машиной системы Воклена. По условиям вписывания в габарит цилиндр высокого давления расположен внизу.

Конструкция двигателя оказалась достаточно прогрессивной и за её изобретение в 1891 году Сэмюэл Воклен был награждён медалями Джона Скотта и Эллиота Крессона. К 1900 году, согласно брошюре компании Baldwin, паровозы с машиной Воклена эксплуатировали 140 операторов, включая такие дороги 1-го класса как Baltimore and Ohio Railroad , Chicago, Milwaukee and St. Paul Railway, Erie Railroad, Lehigh Valley Railroad, Norfolk and Western Railway и Philadelphia and Reading Railroad, а многие другие дороги приобрели один-два образца для опытной эксплуатации.
Эксплуатировались такие паровозы и за пределами Северной Америки, в том числе в Австралии и Новой Зеландии. Также приобретали их железные дороги Российской империи, в том числе с 1895 по 1900 годы на данные дороги поступили грузовые типа 1-5-0 серии Е (2 штуки), типа 1-4-0 серии Х (235 штук) и пассажирские типа 2-3-0 серии В (88 штук); в 1900 году два паровоза типа 0-4-0 серии Чн с такой машиной построил российский Путиловский завод.
Однако популярность данного двигателя оказалась недолгой, так как эксплуатация выявила в его конструкции ряд недостатков. Прежде всего обнаружился неравномерный износ направляющих ползуна, что приводило к их более частому ремонту. Причиной этого было то, что в условиях реальной эксплуатации симметричность сил от цилиндра высокого давления и цилиндра низкого давления не выдерживалась, что приводило к нежелательным моментам сил. А с началом применения пароперегревателей оказалось, что экономия от использования двойного расширения при перегретом паре даёт лишь небольшой выигрыш в экономичности и нивелируется более дорогим ремонтом компаунд-машин. В те годы завод при постройке паровозов ещё не отливал цилиндры паровых машин вместе с рамой, а крепил их к последней болтами. Благодаря этому была возможность при очередном ремонте снять с локомотива машины Воклена и заменить их простыми, что и было выполнено многими операторами.